# Municipio de Standish
El municipio de Standish (en inglés: Standish Township) es un municipio ubicado en el condado de Arenac en el estado estadounidense de Míchigan. En el año 2010 tenía una población de 1900 habitantes y una densidad poblacional de 24,2 personas por km².

## Geografía
El municipio de Standish se encuentra ubicado en las coordenadas 43°58′50.07″N 83°57′47.97″O / 43.9805750, -83.9633250. Según la Oficina del Censo de los Estados Unidos, el municipio tiene una superficie total de 79,1 km² (30,5 mi²), de la cual 71,6 km² (27,6 mi²) corresponden a tierra firme y 7,4 km² (2,9 mi²) (9.40%) es agua.

## Demografía
En el 2000 la renta per cápita promedia del hogar era de $36.894, y el ingreso promedio para una familia era de $18.819. El ingreso per cápita para la localidad era de $17.252. En 2000 los hombres tenían un ingreso per cápita de $30.809 contra $17.500  para las mujeres. Alrededor del 11.50% de la población estaba bajo el umbral de pobreza nacional.